# دورازنو

دورازنو (به اسپانیایی: Durazno) شهری در کشور اروگوئه، استان دورازنو است که جمعیت آن در سرشماری سال ۲۰۰۴ میلادی ۳۳٬۵۷۶ نفر بوده‌است.